# Adrian Năstase
Adrian Năstase (ur. 22 czerwca 1950 w Bukareszcie) – rumuński polityk, prawnik i nauczyciel akademicki. Działacz komunistyczny i postkomunistyczny, lider Partii Socjaldemokratycznej, długoletni poseł do Izby Deputowanych i jej przewodniczący w latach 1996–2000 oraz 2004–2006, minister spraw zagranicznych od 1990 do 1992, premier Rumunii w latach 2000–2004, kandydat w wyborach prezydenckich.

## Życiorys
Urodził się jako syn wojskowego, który po II wojnie światowej dołączył do partii komunistycznej. Adrian Năstase jeszcze w czasach studenckich poślubił córkę prominentnego komunisty Grigore Preoteasy. Małżeństwo zakończyło się rozwodem, jego drugą żoną została Dana Miculescu, córka Angela Miculescu, w okresie komunistycznym m.in. wicepremiera i ministra. W 1973 ukończył prawo, a w 1978 socjologię na Uniwersytecie Bukareszteńskim. Doktoryzował się na tej uczelni w 1987 w zakresie prawa międzynarodowego. W latach 1973–1990 był badaczem w jednym z instytutów naukowych Academia Română. Od lat 90. pracował, równocześnie z działalnością polityczną, jako nauczyciel akademicki w tym na stanowisku profesorskim.
Był aktywistą Rumuńskiej Partii Komunistycznej. W epoce Nicolae Ceaușescu mimo młodego wieku często brał udział w konferencjach międzynarodowych, wygłaszając i publikując artykuły krytykujące „zachodnią koncepcję praw człowieka”. M.in. w 1989 brał udział w rumuńsko-sowieckiej konferencji młodzieżowej w Moskwie i w XIII Światowym Festiwalu Młodzieży i Studentów w Pjongjangu. Jako prawnik z Instytutu Badań Prawnych udzielił także wywiadu gazecie „Komsomolskaja prawda”, w którym krytykował pieriestrojkę w ZSRR, oceniając, że Michaił Gorbaczow zniszczy komunizm i doprowadzi do przywrócenia kapitalizmu. Jako modelowy przykład podawał „pieriestrojkę” Nicolae Ceaușescu, którą ten przeprowadził w Rumunii już w latach 60. Krytykował też radzieckiego przywódcę, który w czasie wizyty w Bukareszcie w maju 1987 nalegał na konieczność reform w Rumunii.
W okresie przemian politycznych dołączył do Frontu Ocalenia Narodowego Iona Iliescu, został sekretarzem ds. międzynarodowych i rzecznikiem tego ugrupowania. W 1992 został działaczem założonego przez część działaczy frontu FDSN, przekształcanego w 1993 w Partię Socjaldemokracji w Rumunii (PDSR), a w 2001 w Partię Socjaldemokratyczną (PSD). W ramach partii był przewodniczącym rady wykonawczej (1993–1997), pierwszym wiceprzewodniczącym (1997–2000), pełniącym obowiązki przewodniczącego (2000–2001) i przewodniczącym (2001–2005). W 2005 na czele ugrupowania stanął Mircea Geoană. Adrian Năstase był później przewodniczącym rady wykonawczej i rady krajowej socjaldemokratów.
W 1990 po raz pierwszy został wybrany do Izby Deputowanych. Reelekcję do niższej izby rumuńskiego parlamentu uzyskiwał w wyborach w 1992, 1996, 2000, 2004 i 2008. Pełnił funkcję wiceprzewodniczącego Izby Deputowanych, zaś w latach 1992–1996 i 2004–2006 stał na jej czele. W latach 1990–1992 zajmował stanowisko ministra spraw zagranicznych. W grudniu 2000, po zwycięstwie lewicy w wyborach parlamentarnych, objął urząd premiera, który sprawował przez czteroletnią kadencję do grudnia 2004.
W 2004 wystartował w wyborach prezydenckich. W pierwszej turze z listopada otrzymał 40,97% głosów, zajmując pierwsze miejsce. W drugiej z grudnia poparło go 48,77% głosujących, przegrał tym samym z kandydatem centroprawicy Traianem Băsescu. W 2012 ostatecznie odszedł z rumuńskiego parlamentu.

## Postępowania karne
Specjalny urząd antykorupcyjny DNA wszczął przeciwko niemu postępowanie karne w związku z zarzutami o korupcję, w listopadzie 2006 skierowano akt oskarżenia. Adrian Năstase został ostatecznie skazany 20 czerwca 2012 na karę dwóch lat pozbawienia wolności za defraudację 1,5 miliona euro przeznaczonych na swoją kampanię wyborczą. Kiedy funkcjonariusze policji przybyli do domu byłego premiera, aby go zatrzymać, polityk postrzelił się w gardło, próbując rzekomo popełnić samobójstwo. Potem, ukrywając niegroźną ranę przed dziennikarzami, został przetransportowany na sześć dni do szpitala. Komentatorzy wskazywali, że była to próba tymczasowego uniknięcia aresztowania. Adrian Năstase został zwolniony z zakładu karnego w marcu 2013 po odbyciu dziewięciu miesięcy z zasądzonego dwuletniego pozbawienia wolności.
W kolejnym procesie w styczniu 2014 Wysoki Trybunał Kasacyjny i Sprawiedliwości uznał, że polityk podczas pełnienia funkcji premiera przyjął łapówki o równowartości 638 tysięcy euro, skazując go za to na karę czterech lat pozbawienia wolności oraz na karę trzech lat pozbawienia wolności za szantaż. Ustalono, że w latach 2002–2004 wykorzystywał swoją pozycję, aby z naruszeniem procedury celnej sprowadzić z Chin materiały budowlane i wyposażenie do domu oraz daczy w Bukareszcie. Wywierał wtedy presję na funkcjonariuszy służb dyplomatycznych i celnych w celu uzyskania pozwolenia na przywóz. Jego żona Dana Năstase została uznana winną udziału w procederze i skazana na karę trzech lat pozbawienia wolności z warunkowym zawieszeniem jej wykonania.
W czerwcu 2014 sąd apelacyjny orzekł wobec niego karę w łącznym wymiarze czterech lat i sześciu miesięcy pozbawienia wolności. W sierpniu tego samego roku po odbyciu jednej trzeciej kary został warunkowo przedterminowo zwolniony. W międzyczasie jako osoba skazana został usunięty z palestry przez bukareszteńską radę adwokacką, a także utracił stanowisko profesora na Uniwersytecie Bukareszteńskim.

## Odznaczenia
- Krzyż Wielki Orderu Gwiazdy Rumunii (2002, odebrany w 2019)[20]
- Krzyż Wielki Orderu Zasługi Republiki Włoskiej (Włochy, 2003)[21]
- Wielka Wstęga Orderu Zasługi (Liban, 2003)[22]